# Johann Baptist Sellinger
Johann Baptist Sellinger (* 30. August 1714 in Merdingen im Breisgau; † 14. Dezember 1779 in Inzlingen bei Lörrach) war ein südwestdeutscher Bildhauer des Barock. Sein Leben und Werk hat vor allem der Merdinger Lehrer und Kunsthistoriker Hermann Brommer erforscht und in drei Aufsätzen behandelt.

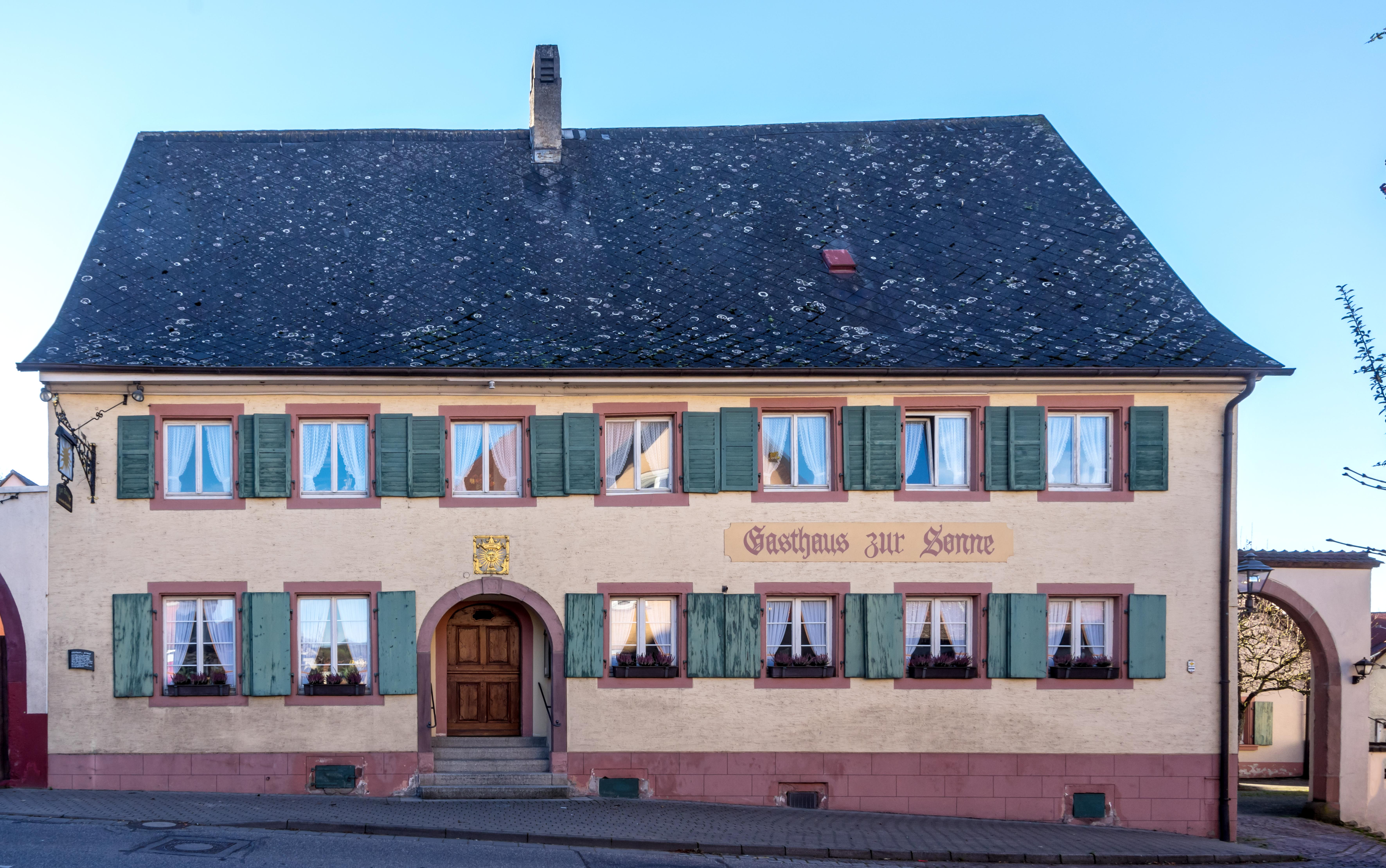
Gasthaus „Sonne“ in Merdingen

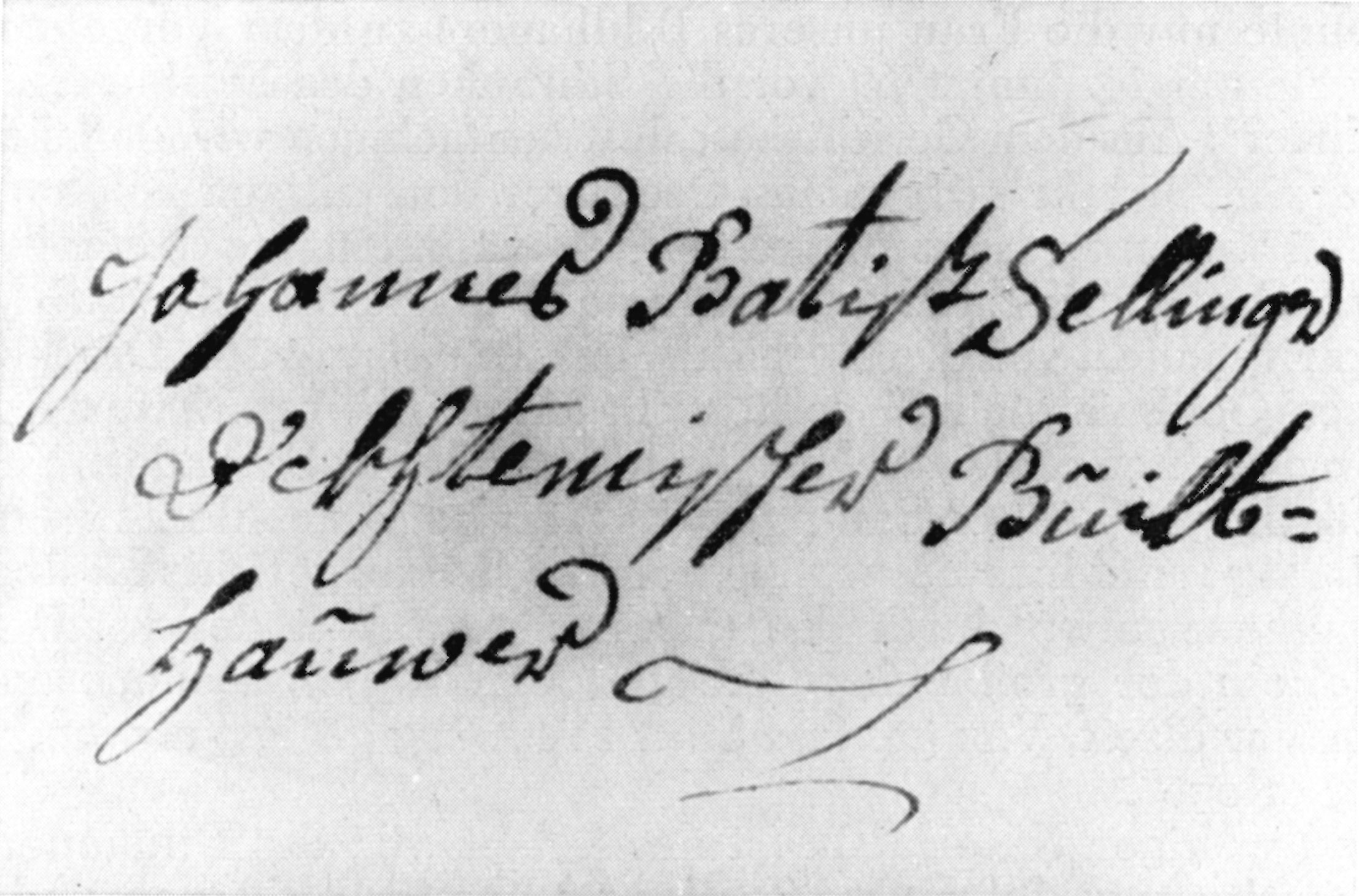
Unterschrift Sellingers unter einem Vertrag von 1754

## Leben
Die Familie Sellinger ist bald nach dem Dreißigjährigen Krieg in dem an der Westflanke des Tunibergs gelegenen Dorf Merdingen nachweisbar. Johann Baptist war das sechste von elf Kindern des Mathias Sellinger († 28. August 1722) und der Anna Sellinger geb. Würthin († 11. März 1748). Geburtshaus war das heutige Gasthaus „Sonne“ in Merdingen. Bei wem Johann Baptist die Bildhauerei erlernte, ist unbekannt. Seine Gesellenwanderung führte ihn 1733 in die Werkstatt des Straßburger Meisters François Ludwig Foisset (1687–1745), die ein Jahr zuvor schon Johann Christian Wentzinger besucht hatte, und dann anscheinend nach Paris, Amsterdam und Antwerpen.
Die nächste Lebensspur befindet sich auf seinen zwei einzigen signierten Werken. Das eine ist ein heute in der Pfarrkirche St. Georg in Sankt Georgen, einem Stadtteil von Freiburg im Breisgau, ursprünglich aber vor der Kirche an der Basler Landstraße aufgestellter Kruzifix. Der Stamm trägt die Inschrift „Sellinger fecit a Mörting 1752“. Akten der Pfarrgemeinde verraten, dass Sellinger nur das Corpus des Kruzifixes schuf, und zwar aus Buntsandstein von Pfaffenweiler. Das andere Werk ist der Portalschmuck des Kanzleigebäudes des Malteserschlosses in Heitersheim, nämlich eine prächtige Wappenkartusche sowie die Statuen der Fides und der Justitia. Der Sockel der Justitia trägt die Inschrift „Seelinger fecit de Mördingen 1752“.
Ab 1753 betrieb Sellinger seine Einbürgerung in die Stadt Freiburg. Er konkurrierte dabei mit Fidelis Sporer und Johann Christian Wentzinger. Im Dezember 1754 wurde die Einbürgerung nach Zahlung eines Einkaufsgeldes von 200 fl. mit der Aufnahme in die Bauzunft „zum Mond“ vollzogen. Im Herbst 1953 heiratete Sellinger Maria Margaritha geb. Staudin oder Stauderin. Er hatte drei Kinder mit ihr, 1756 eine Tochter Maria Franziska, 1757 eine Tochter Maria Agatha, die 1777 einen Inzlinger Amtmann der Freiherren Reich von Reichenstein heiratete, und 1759 einen Sohn Dominikus Johannes Baptista, der zunächst Theologie studierte, später aber „unter die Soldaten ging“.  Im November 1754 kaufte Sellinger das Haus „Zum hintern Streitstein“ in der Freiburger Schiffgasse 4.
Seine Arbeit erbrachte der Familie nur ein knappes Auskommen. 1775 heißt es, er habe seine „Kunst notorisch wegen hohen Alter aufgegeben“. Als er 1779 in Altkirch im Elsass arbeitete, erkrankte er und wurde zu seiner Tochter nach Inzlingen transportiert, wo er nach vierzig Stunden im Inzlinger Wasserschloss starb. Seine Frau, die „verwittibte bildhauerin“, starb am 7. Dezember 1784 in Freiburg.

## Werke
Die Aufzählung nennt vollständig die datierten Werke gemäß Brommers drittem, Aufsatz von 1979, in dem er einige Angaben der ersten Aufsätze korrigiert. Undatierte Werke, viele in Privatbesitz, folgen in Auswahl.

### Datierte Werke
1752 – Aus dem St. Georgener Kruzifix gewann Brommer 1962 die Stilmerkmale zur Zuschreibung weiterer Werke. Der Körper des Gekreuzigten sei athletisch vorgewölbt, der Brustkorb muskulös, der Leib darunter eingezogen. Der Bart zeige in typischer Manier zwei an der Kinnspitze ausgedrehte Locken. Besonders beachtenswert sei die Drapierung des Lendentuchs. Mit Stricken um die Hüfte gebunden, auf der rechten Seite leicht herabhängend, schlinge es sich in kräftigen Falten und Windungen vor die Scham, um auf der linken Seite mit stark verbuchteten Falten als Stoffkaskade bis unter das Knie zu fallen.

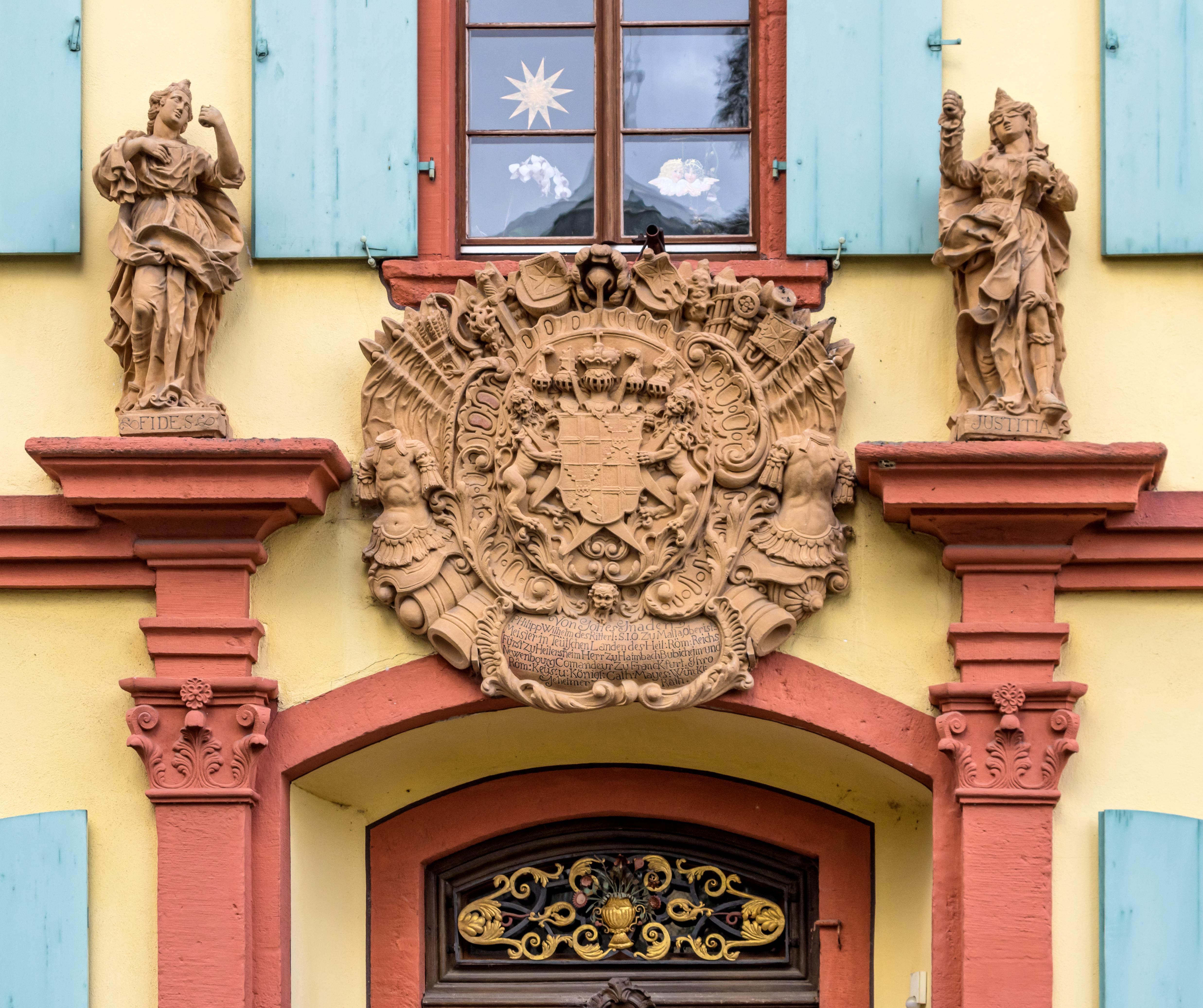
Malteserschloss Heitersheim

1752 – Wappenkartusche und Portalfiguren am Kanzleigebäude des Heitersheimer Malteserschlosses.
1753 – Steinernes Kruzifix im Garten der St. Georgener Wendlinger Straße 32. Der Stifter, Johann Georg Schitterer, gehörte zum Verwandtenkreis Sellingers.

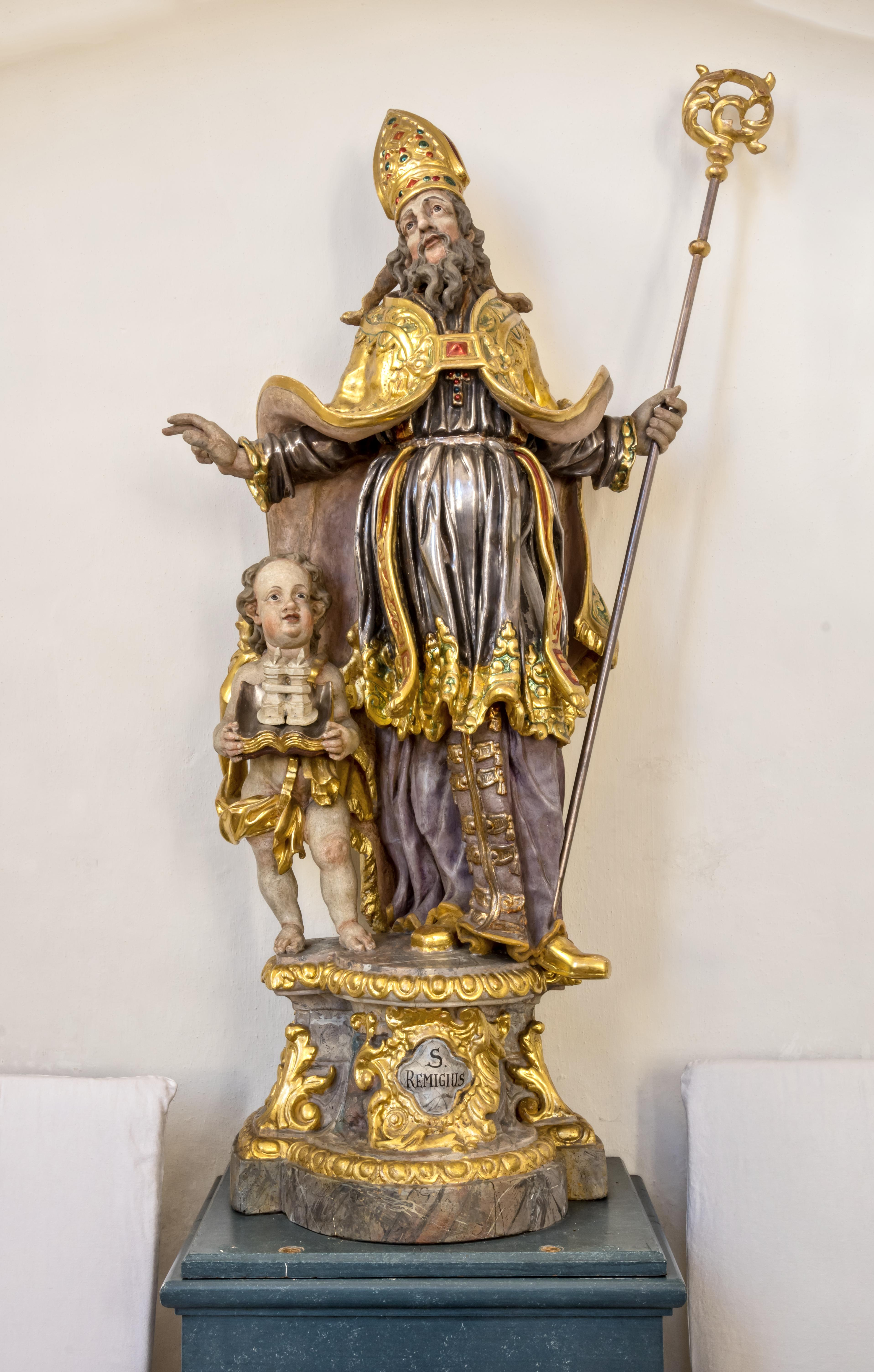
St. Remigius, Merdingen

1753 – Holzstatue des heiligen Remigius von Reims in der Merdinger Pfarrkirche St. Remigius. Der Stil sei an der 107 cm hohen Statue deutlich ausgeprägt: „An der dünnen, vorstehenden Oberlippe entspringt ein Schnurrbart, der in zwei dicke Korkenzieherlocken des Vollbartes einmündet.“
1753 und 1754 – Statuen des heiligen Johannes Nepomuk und der Immaculata auf der Brücke über den Neumagen in Bad Krozingen, die erstere 205, die letztere 240 cm hoch. Den Nepomuk stiftete der Krozinger Vogt Joseph Moser, der für einen Vetter Sellingers Trauzeuge gewesen war. Am 20. April 1945 holten zwei Krozinger die Statuen von der Brücke und retteten sie so, denn tags darauf wurde die Brücke von deutschen Soldaten gesprengt.
1754 – Wappenschmuck am Merdinger Pfarrhaus.

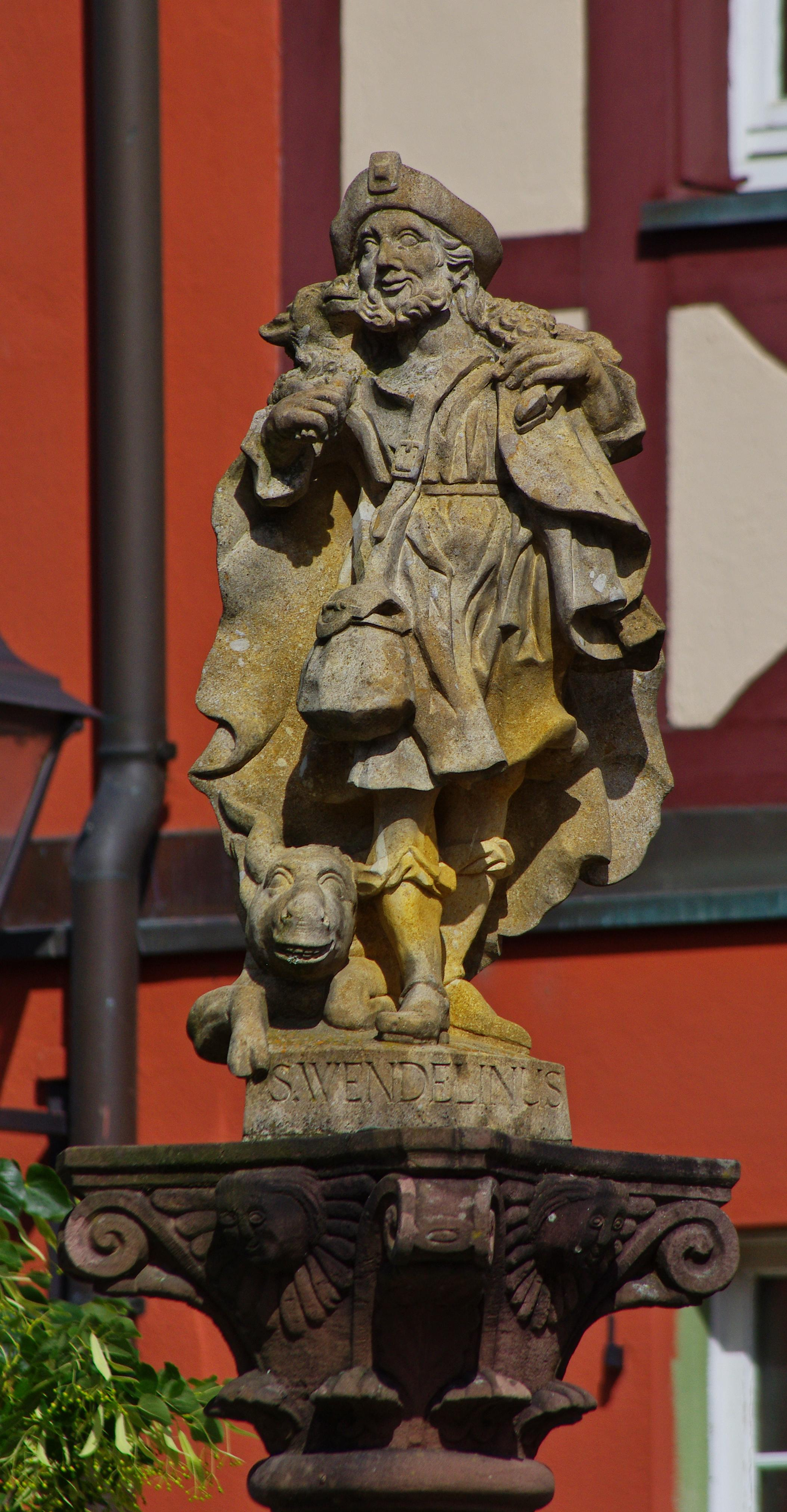
Wendelin auf dem Merdinger Laufbrunnen

1756 – Statue des heiligen Wendelin auf dem Laufbrunnen am Südende der Merdinger Stockbrunnengasse. „In der faltenreichen Ausarbeitung des knielangen Rockes läßt sich J. B. Sellinger ebenso erkennen wie an der typischen Art des bärtigen Wendelinus-Gesichtes.“
1756 – Gehäusedekoration der Orgel des 1786 aufgehobenen Klosters St. Katharina von Siena oder St. Catharina von Senis auf dem Graben in Freiburg, jetzt in der evangelischen Kirche in Feuerbach (Kandern).
1758 – Steinkruzifix in Staufen im Breisgau, unter den Platanen am Bonneville-Platz.
1759 – Steinkruzifix neben dem Eingang der Pfarrkirche St. Leodegar in Biengen, heute Ortsteil von Bad Krozingen.
1759 – Die Heiligen Sebastian und Blasius von Sebaste, Engelskinder und andere Schnitzereien am linken Seitenaltar der Pfarrkirche St. Peter und  Paul in Kappel (Freiburg im Breisgau). Mittelpunkt des Retabels ist eine Mondsichelmadonna des Hans Wydyz.
1760 – Steinkruzifix vor der Pfarrkirche St. Agnes in Eschbach bei Heitersheim. Ursprünglich stand das Kreuz auf dem Friedhof. Das Haupt mit typischer Behandlung von Augenpartie, Bart und Kopfhaar sowie übertrieben muskulösem Brustkorb über eingefallenem Leib kennzeichnen den Eschbacher Gekreuzigten nach Brommer einwandfrei als von Sellingers Hand.
1761 – Steinstatue des heiligen Ulrich von Augsburg über dem Hauptportal der Pfarrkirche St. Ulrich in Rheinhausen-Oberhausen. „Wäre nur diese Udalricus-Skulptur bekannt, hätte Sellinger es allein damit verdient, als Bildhauer nicht vergesen zu werden. <...> Unter dem vom rechten Unterarm zurückwallenden Rauchmantel schmiegt sch ein sitzender, dicker Putto mit einem Fisch, dem Attribut des Heiligen, in den Armen an den Fuß der Figur.“
1763 – Dekoration der Kanzel in der Pfarrkirche St. Vincentius in Neuershausen, einem Ortsteil von March (Breisgau). Sellinger schuf Johannes den Täufer auf dem Schalldeckel, eine Heiliggeist-Taube und Putten.
1763 – Statuen der Heiligen Maurus und Apollinaris von Ravenna am Hochaltar der Pfarrkirche St. Sebastian in Schlatt, einem Ortsteil von Bad Krozingen. Sie zeigen den gleichen Stil wie der Oberhausener Ulrich, sind aber viel derber gearbeitet. Sie „offenbaren zwar das Temperament des Bildhauers, können aber ihren derben Charakter nicht verbergen. Näher betrachtet, wirkt die dekorative Aufmachung der Gewänder aufdringlich, fast übertrieben, wohl bewußt dazu benützt, die schwache Wirkung der grob gearbeiteten Gesichter und Hände zu überspielen“.
1763 – „Die auffallend gut gearbeiteten“ Prozessions-Skulpturen der Heiligen Kolumba und Servatius in der Pfarrkirche St. Kolumba in Pfaffenweiler „gelten ebenfalls als Werke Sellingers“.
1764 – „Herz Mariae“ in der Kirche von Schlatt. „Strahlenbündel, Wolken und Laubwerk <...> fassen das Herz ein, dem sich rechts und links ein Laubwerkbogen <...> anschließt.“
1765 – Statue des heiligen Nepomuk vor der Schlossmühle in Altsimonswald, einem Ortsteil von Simonswald. Er wirke wie eine Wiederholung des Bad Krozinger Brückenheiligen, dabei jedoch deutlich gealtert. „Spielte J. B. Sellinger auf sich selber an?“
1769 – Brunnenstock des Stadtbrunnens der Vogesen-Gemeinde Masevaux-Niederbruck,  stark verwittert.

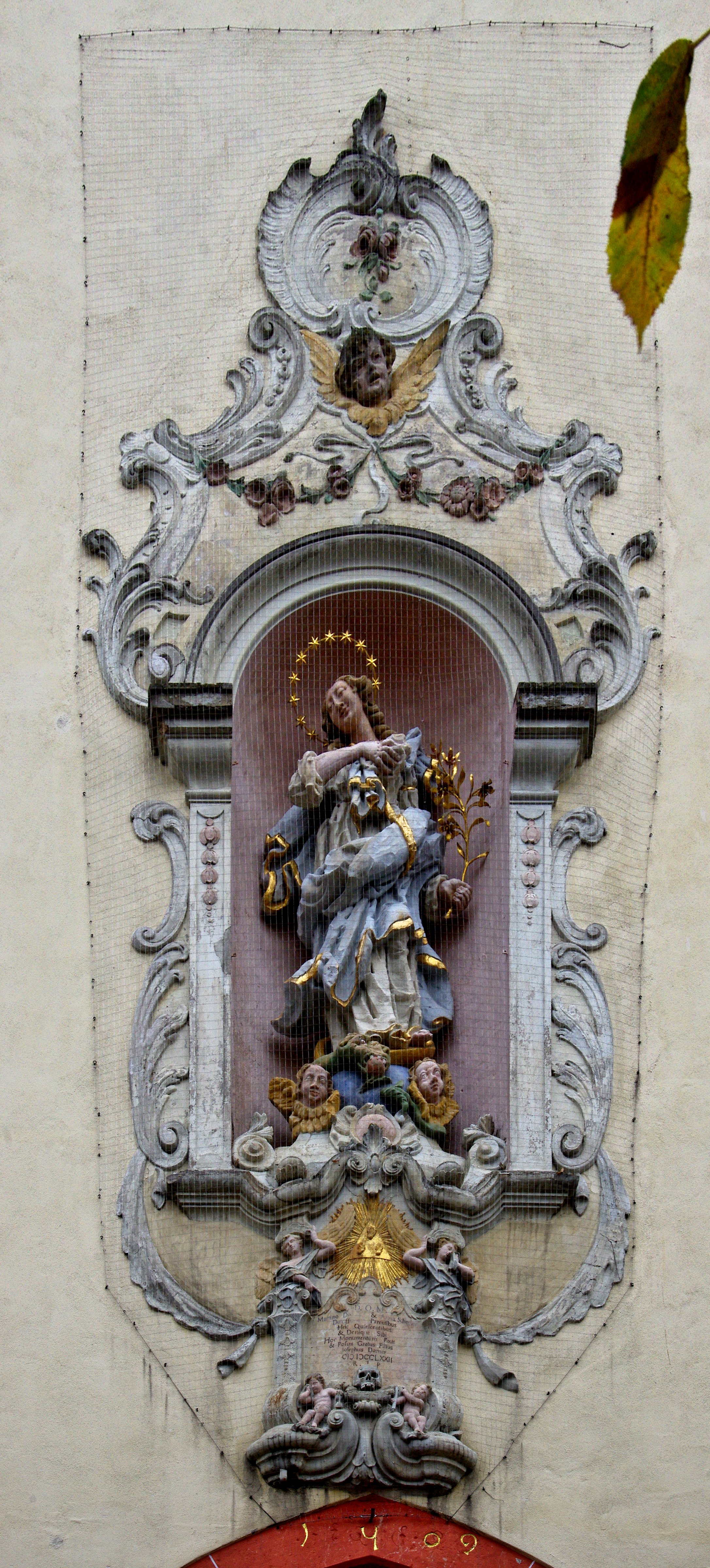
Immaculata in Kirchhofen

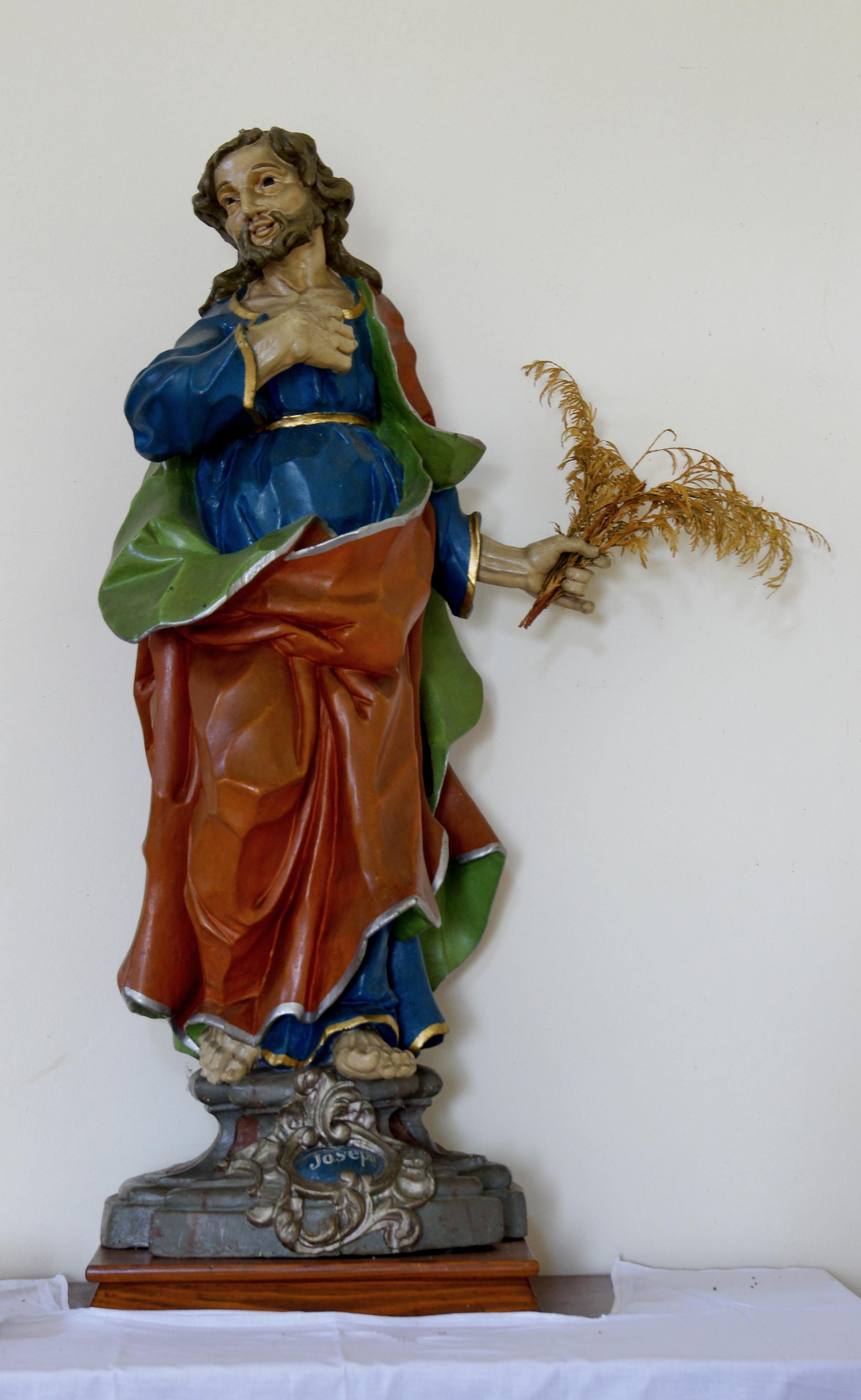
Heiliger Joseph aus der Staufener Johanneskapelle

1770 – Das Steinkruzifix an der Kreuzung Staufener Straße/B 3 in Bad Krozingen beim Haus Sonneck „zeigt eine Darstellung des Gekreuzigten von überdurchschnittlicher Qualität.“

### Undatierte Werke
- Steinernes Wirtshaus-Schild des Gasthauses „Sonne“ in Merdingen; im Giebel eines Häuschens nordwestlich davon eine Bacchus-Maske vom ehemaligen Hoftorbogen.[28]
- Wandkreuz in St. Ulrich in Rheinhausen-Oberhausen, wo sich, wie oben erwähnt, auch eine Ulrich-Statue befindet.[29]
- Heiliger Nepomuk auf der Brücke über den Johannisbach in Buchheim, wie Neuershausen Ortsteil von March (Breisgau).[30]
- Maria Immaculata über dem westlichen, stabwerkumrahmten gotischen Hauptportal der Kirche St. Mariä Himmelfahrt in Kirchhofen, einem Ortsteil der Gemeinde Ehrenkirchen am südlichen Hang des Batzenbergs. Zwischen die Figur und den Spitzbogen des Portals hat man ein 1772 von dem Ehrenstetter Bildhauer Joseph Donner (1731–1773) für seine Eltern geschaffenes Grabdenkmal gesetzt und das ganze neobarock umrahmt.[31]
- Heiliger Joseph vom Seitenaltar der Johanneskapelle auf dem Dürenbuck oberhalb von Staufen im Breisgau.[32]

## Würdigung
Brommer zitiert die Meinung des Senats der Freiburger Universität zu Sellingers Bemühungen um das Bürgerrecht, dass nämlich Christian Wentzinger „dem letzteren in seiner Kunst weit überlegen“ sei. Eine Überlegenheit Wentzingers anerkennt Brommer. Mit diesem Werturteil allein aber werde man der heimatgeschichtlichen Bedeutung Sellingers nicht gerecht. „Ihm, der zu einem eigenen, unverwechselbaren Stile fand, blieb hoher Künstlerruhm versagt, obwohl seine Arbeiten zum liebenswerten Kulturgut zahlreicher Gemeinden des Breisgaues gehören.“ Ähnlich wurde zum dreihundertsten Geburtstag geschrieben: „Verstecken musste sich Sellinger <...> mit seinem Können nicht. Er gehört zu den Meistern, die gleich souverän beide Materien, Stein wie Holz, bearbeiten konnten. Die heute beim nahen Hinschauen überbetont wirkenden Mienen und Körperformen seiner Skulpturen, die Bewegtheit der Gewänder waren gewollt.“ Ihr Ausdruck habe den Betrachter beim Vorbeigehen wie beim Knien in der Kirchenbank beeindrucken sollen. „Und das gelingt seinen Werken bis heute.“